# Jan Císař
Jan Císař (28. ledna 1932 Hradec Králové – 14. dubna 2021 Unhošť) byl český divadelní pedagog, dramaturg, historik, teoretik a kritik.

## Život
Narodil se v rodině právníka v Hradci Králové, kde také v roce 1951 odmaturoval na klasickém gymnáziu. Divadelní vědu vystudoval na DAMU, kde po svém absolutoriu v roce 1955 je přijat jako vědecký aspirant.
Po skončení aspirantury odešel do Vesnického divadla, kde do roku 1960 působil ve funkci dramaturga. V dalších letech pracoval v redakci časopisu Divadlo a v roce 1963 se stal šéfredaktorem Divadelních novin, které se za jeho vedení rozšířily na Divadelní a filmové noviny. Své články věnované teorii divadla a divadelní kritice začal publikovat i v dalších odborných periodikách a denním tisku.
Od roku 1965 působil jako odborný asistent na DAMU, kde se v roce 1966 habilitoval prací Divadla, která našla svou dobu. V roce 1985 byl jmenován profesorem. Vedl katedru činoherní režie a dramaturgie a pak katedru teorie a kritiky. V letech 1970–1972 byl děkanem DAMU.
Vedle pedagogické práce byl v roce 1970 uměleckým šéfem Divadla Jaroslava Průchy na Kladně, 1971–1972 ředitelem Krajského divadla v Kolíně, 1981–1985 dramaturgem Národního divadla.
Od počátku 70. let se jako lektor a porotce soustavně věnoval amatérskému divadlu. Pro amatérské divadelníky napsal několik publikací (Základy dramaturgie, Nástin metodiky amatérského herectví, Základy činoherní režie, Práce porotce amatérského divadla a Základní tendence současného amatérského loutkového divadla). V letech 1991–1999 a 2004–2007 byl předsedou odborné rady ARTAMA pro amatérské činoherní divadlo.

## Teoretické práce
- Život jevišti. Formování české realistické kritiky, 1962
- Divadla, která našla svou dobu, 1966
- Základy dramaturgie, 1980
- Nástin metodiky amatérského herectví, 1982
- Teorie herectví loutkového divadla, 1985 (skriptum DAMU)
- Základy činoherní režie, 1985 (spolu s Františkem Štěpánkem)
- Práce porotce amatérského divadla, 1985
- Základní tendence současného amatérského loutkového divadla, 1985
- Základy dramaturgie I., 1986 (s podtitulem Dramaturgicko-režijní koncepce); rozšířeno 1999 (s podtitulem Situace)
- Proměny divadelního jazyka, 1986
- Vývoj divadelního jazyka, 1990
- Světoví dramatici, 1997
- Člověk v situaci, 2000
- Základy dramaturgie II., 2002 (s podtitulem Dramatická postava)
- Přehled dějin českého divadla I. a II. díl, 2004
- Česká divadelní tradice: mýtus, nebo živá skutečnost?, 2011